# Markthalle (Brienne-le-Château)

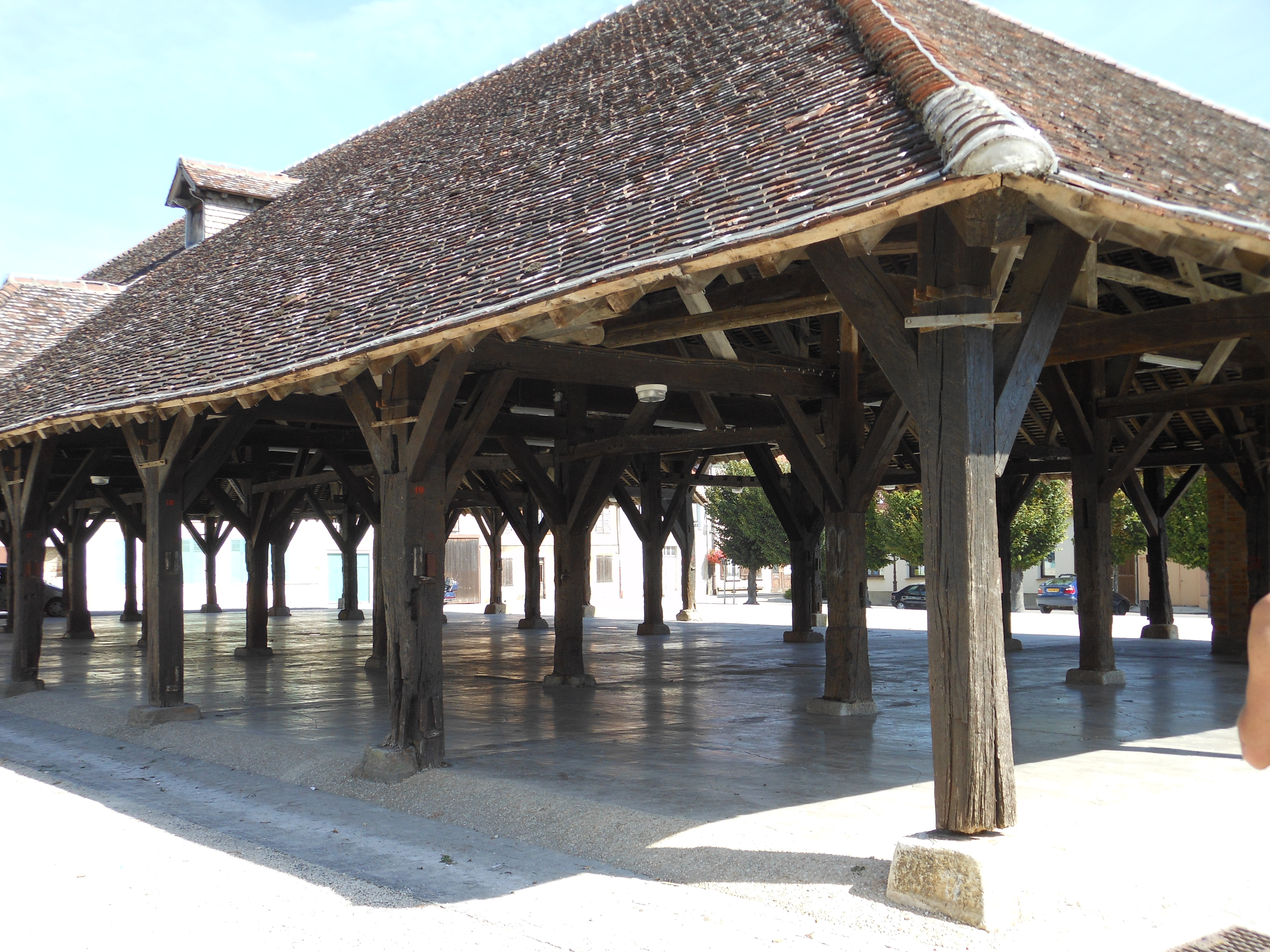
Markthalle in Brienne-le-Château

Die Markthalle in Brienne-le-Château, einer französischen Gemeinde im Département Aube in der Region Grand Est, wurde im 16. Jahrhundert errichtet. Die Markthalle an der Rue de la Halle steht seit 1930 als Monument historique auf der Liste der Baudenkmäler in Frankreich.
Das Gebäude besteht aus einer offenen Holzkonstruktion mit einem Walmdach, das Dachgauben besitzt.